# 克拉布特里山
克拉布特里山（英語：Mount Crabtree）是南極洲的山峰，位於瑪麗伯德地，處於豐達山東南面7公里，屬於福特山脈中史旺森山脈的一部分，海拔高度820米，現時由南極條約體系管理。